# Fedcupový tým Španělska
Tým Španělska v Billie Jean King Cupu reprezentuje Španělsko v tenisové soutěži ženských týmů od roku 1972 pod vedením národního svazu Real Federación Española de Tenis. Nejvyšším postavením na žebříčku ITF bylo 2. místo od jeho zavedení v listopadu 2022 do dubna 2003 a opět v červenci 2004.
Španělsko vyhrálo pět titulů v letech 1991, 1993, 1994, 1995 a 1998 díky Arantxe Sánchezové Vicariové a Conchitě Martínezové, čímž se stalo nejúspěšnějším týmem závěrečného desetiletí dvacátého století. Jako poražené finalistky Španělky skončily v ročnících 1989, 1992, 1996, 2000, 2002 a 2008. Ve čtrnácti odehraných ročnících, mezi lety 1989–2002, tak do finále nepostoupily pouze čtyřikrát.
Hráčské statistiky týmu vede bývalá světová jednička Arantxa Sánchezová Vicariová. S Conchitou Martínezovou jim patří první dvě místa v historických statistikách celé soutěže, počtem vyhraných utkání i dvouher. Společně navíc vytvořily nejlepší pár Billie Jean King Cupu, když se staly jedinou dvojicí s 18 vítěznými čtyřhrami. Sánchezová Vicariová vyhrála 72 utkání včetně 50 dvouher a Martínezová 68 utkání včetně 47 dvouher. Na třetím místě nejvyššího počtu vyhraných utkání za nimi zaostává Lotyška Savčenková se 67 zvládnutými utkáními a ve statistice dvouhry Češka Suková s Lucemburčankou Kremerovou se 45 vítěznými singly.
V roce 2025 se kapitánkou stala bývalá světová šestka Carla Suárezová Navarrová.

## Statistiky

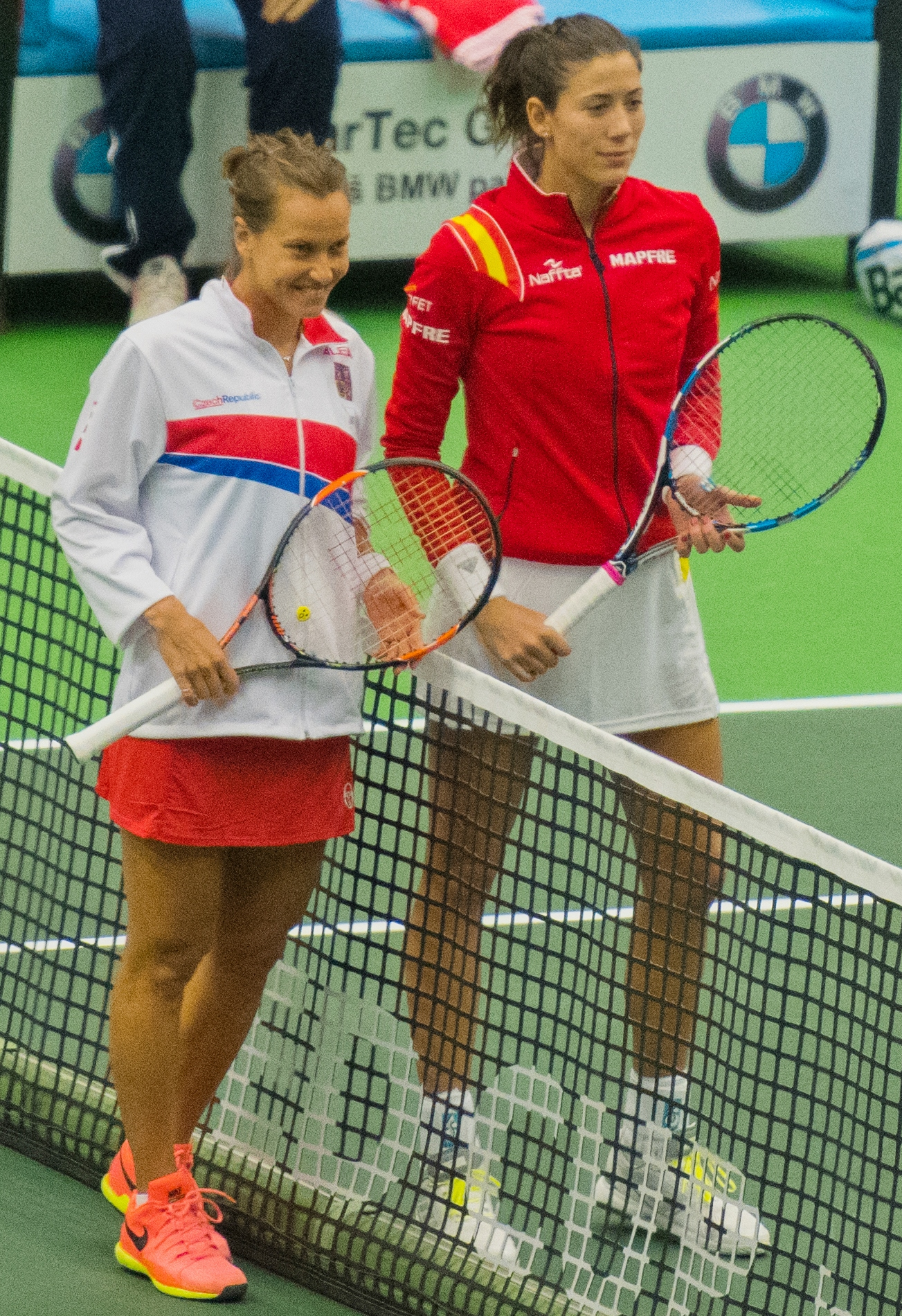
Strýcová a Muguruzaová (vpravo) v úvodní dvouhře světového čtvrtfinále 2017

Hráčským týmovým statistikám vévodí bývalá světová jednička Arantxa Sánchezová Vicariová, která vyhrála 72 utkání včetně 50 dvouher a 22 čtyřher. Nastoupila i do nejvyššího počtu 58 mezistátních zápasů v rekordních šestnácti ročnících. S Conchitou Martínezovou vytvořila nejlepší deblový pár se zápasovou bilancí 18–3. Sánchezová Vicariová debutovala na pražské Štvanici v roce 1986 a reprezentační kariéru uzavřela prohraným finále 2002 se Slovenskem.
Dvacet a více utkání vyhrály pouze Arantxa Sánchezová Vicariová s Conchitou Martínezovou, která si připsala 68 vítězství. Obě se tak zařadily na první dvě místa v počtu celkových výher i dvouher historického žebříčku celé soutěže. Devatenáct vítězných duelů získaly Carmen Pereaová a Carla Suárezová Navarrová. Jako nejmladší členka týmu do soutěže zasáhla Sánchezová Vicariová, když ve 14 letech a 214 dnech odehrála štvanické první kolo hlavního turnaje 1986 proti Indonésii. Naopak nejstarší Španělkou v soutěži se stala Ana María Estalellaová-Mansová, jíž bylo 41 let a 8 dní v květnovém úvodním kole turnaje útěchy neapolského ročníku 1974 také proti Indonésii.
Nejdelší španělské utkání trvalo 3 hodiny a 35 minut. V jerezském čtvrtfinále Světové skupiny 2004 v něm Belgičanka Els Callensová porazila Virginii Ruanovou Pascualovou po třísetovém průběhu 2–6, 6–4 a 11–9. Španělsku se v daném mezistátním duelu podařil jediný obrat ze stavu 0–2 na zápasy, když Belgii zdolalo 3–2. Nejvyšší počet 135 gamů v rámci mezistátního utkání Španělky odehrály dvakrát, a vždy ve zvládnutých světových semifinále. Poprvé v roce 1998 proti Američankám a podruhé roku 2002 s Rakušankami.

## Výsledky

### 1990–1999
| Rok  | soutěž                       | datum             | místo                          | soupeř         | skóre | výsledek      |
| ---- | ---------------------------- | ----------------- | ------------------------------ | -------------- | ----- | ------------- |
| 1990 | Světová skupina, 1. kolo     | 21.–28. července  | Norcross, Spojené státy        | Kanada         | 2–1   | výhra         |
| 1990 | Světová skupina, 2. kolo     | 21.–28. července  | Norcross, Spojené státy        | Izrael         | 3–0   | výhra         |
| 1990 | Světová skupina, čtvrtfinále | 21.–28. července  | Norcross, Spojené státy        | Francie        | 3–0   | výhra         |
| 1990 | Světová skupina, semifinále  | 21.–28. července  | Norcross, Spojené státy        | Sovětský svaz  | 1–2   | prohra        |
| 1991 | Světová skupina, 1. kolo     | 23. července      | Nottingham, Spojené království | Belgie         | 2–0   | výhra         |
| 1991 | Světová skupina, 2. kolo     | 24. července      | Nottingham, Spojené království | Austrálie      | 3–0   | výhra         |
| 1991 | Světová skupina, čtvrtfinále | 26. července      | Nottingham, Spojené království | Indonésie      | 2–0   | výhra         |
| 1991 | Světová skupina, semifinále  | 27. července      | Nottingham, Spojené království | Německo        | 3–0   | výhra         |
| 1991 | Světová skupina, finále      | 28. července      |                                | Spojené státy  | 2–1   | vítězství (1) |
| 1992 | Světová skupina, 1. kolo     | 14. července      | Frankfurt, Německo             | Belgie         | 2–1   | výhra         |
| 1992 | Světová skupina, 2. kolo     | 15. července      | Frankfurt, Německo             | Kanada         | 2–1   | výhra         |
| 1992 | Světová skupina, čtvrtfinále | 17. července      | Frankfurt, Německo             | Argentina      | 2–1   | výhra         |
| 1992 | Světová skupina, semifinále  | 18. července      | Frankfurt, Německo             | Austrálie      | 3–0   | výhra         |
| 1992 | Světová skupina, finále      | 19. července      |                                | Německo        | 1–2   | porážka       |
| 1993 | Světová skupina, 1. kolo     | 20. července      | Frankfurt, Německo             | Velká Británie | 3–0   | výhra         |
| 1993 | Světová skupina, 2. kolo     | 21. července      | Frankfurt, Německo             | Indonésie      | 3–0   | výhra         |
| 1993 | Světová skupina, čtvrtfinále | 23. července      | Frankfurt, Německo             | Nizozemsko     | 3–0   | výhra         |
| 1993 | Světová skupina, semifinále  | 24. července      | Frankfurt, Německo             | Francie        | 2–1   | výhra         |
| 1993 | Světová skupina, finále      | 25. července      |                                | Austrálie      | 3–0   | vítězství (2) |
| 1994 | Světová skupina, 1. kolo     | 19. července      | Frankfurt, Německo             | Chile          | 3–0   | výhra         |
| 1994 | Světová skupina, 2. kolo     | 21. července      | Frankfurt, Německo             | Argentina      | 3–0   | výhra         |
| 1994 | Světová skupina, čtvrtfinále | 22. července      | Frankfurt, Německo             | Japonsko       | 3–0   | výhra         |
| 1994 | Světová skupina, semifinále  | 23. července      | Frankfurt, Německo             | Německo        | 2–1   | výhra         |
| 1994 | Světová skupina, finále      | 24. července      |                                | Spojené státy  | 3–0   | vítězství (3) |
| 1995 | Světová skupina, 1. kolo     | 22.–23. dubna     | Sofie, Bulharsko               | Bulharsko      | 3–2   | výhra         |
| 1995 | Světová skupina, semifinále  | 22.–23. července  | Santander, Španělsko           | Německo        | 3–2   | výhra         |
| 1995 | Světová skupina, finále      | 25.–26. listopadu | Valencie, Španělsko            | Spojené státy  | 3–2   | vítězství (4) |
| 1996 | Světová skupina, 1. kolo     | 27.–28. dubna     | Murcia, Španělsko              | Jižní Afrika   | 3–2   | výhra         |
| 1996 | Světová skupina, semifinále  | 13.–14. července  | Bayonne, Francie               | Francie        | 3–2   | výhra         |
| 1996 | Světová skupina, finále      | 28.–29. listopadu | Atlantic City, Spojené státy   | Spojené státy  | 0–5   | porážka       |
| 1997 | Světová skupina, 1. kolo     | 1.–2. března      | Sprimont, Belgie               | Belgie         | 0–5   | prohra        |
| 1997 | Světová skupina, baráž       | 12.–13. července  | Hope Island, Austrálie         | Austrálie      | 3–2   | výhra         |
| 1998 | Světová skupina, 1. kolo     | 18.–19. dubna     | Saarbrücken, Němercko          | Německo        | 3–2   | výhra         |
| 1998 | Světová skupina, semifinále  | 25.–26. července  | Madrid, Španělsko              | Spojené státy  | 3–2   | výhra         |
| 1998 | Světová skupina, finále      | 19.–20. září      | Ženeva, Švýcarsko              | Švýcarsko      | 3–2   | vítězství (5) |
| 1999 | Světová skupina, 1. kolo     | 17.–18. dubna     | Reggio di Calabria, Itálie     | Itálie         | 2–3   | prohra        |

### 2000–2009
| Rok  | soutěž                         | datum             | místo                    | soupeř        | skóre | výsledek |
| ---- | ------------------------------ | ----------------- | ------------------------ | ------------- | ----- | -------- |
| 2000 | Světová skupina, základní blok | 27. dubna         | Bari, Itálie             | Itálie        | 3–0   | výhra    |
| 2000 | Světová skupina, základní blok | 28. dubna         | Bari, Itálie             | Chorvatsko    | 2–1   | výhra    |
| 2000 | Světová skupina, základní blok | 29. dubna         | Bari, Itálie             | Německo       | 2–1   | výhra    |
| 2000 | Světová skupina, semifinále    | 21. listopadu     | Las Vegas, Spojené státy | Česko         | 2–1   | výhra    |
| 2000 | Světová skupina, finále        | 24.–25. listopadu |                          | Spojené státy | 0–5   | porážka  |
| 2001 | Světová skupina, základní blok | 7. listopadu      | Madrid, Španělsko        | Austrálie     | 3–0   | výhra    |
| 2001 | Světová skupina, základní blok | 9. listopadu      | Madrid, Španělsko        | Německo       | 2–1   | výhra    |
| 2001 | Světová skupina, základní blok | 10. listopadu     | Madrid, Španělsko        | Belgie        | 0–3   | prohra   |
| 2002 | Světová skupina, 1. kolo       | 28.–29. dubna     | Almería, Španělsko       | Maďarsko      | 4–1   | výhra    |
| 2002 | Světová skupina, čtvrtfinále   | 19.–20. července  | Capdepera, Španělsko     | Německo       | 5–0   | výhra    |
| 2002 | Světová skupina, semifinále    | 19.–20. listopadu | Gran Canaria, Španělsko  | Rakousko      | 3–2   | výhra    |
| 2002 | Světová skupina, finále        | 19.–20. listopadu | Gran Canaria, Španělsko  | Slovensko     | 1–3   | porážka  |
| 2003 | Světová skupina, 1. kolo       | 26.–27. dubna     | Tarragona, Španělsko     | Austrálie     | 3–2   | výhra    |
| 2003 | Světová skupina, čtvrtfinále   | 19.–20. července  | Oviedo, Španělsko        | Francie       | 1–4   | prohra   |
| 2004 | Světová skupina, 1. kolo       | 24.–25. dubna     | Los Belones, Španělsko   | Švýcarsko     | 3–2   | výhra    |
| 2004 | Světová skupina, čtvrtfinále   | 10.–11. července  | Jerez, Španělsko         | Belgie        | 3–2   | výhra    |
| 2004 | Světová skupina, semifinále    | 24.–25. září      | Moskva, Rusko            | Rusko         | 0–5   | prohra   |
| 2005 | Světová skupina, 1. kolo       | 23.–24. dubna     | Jerez, Španělsko         | Argentina     | 3–2   | výhra    |
| 2005 | Světová skupina, semifinále    | 9.–10. července   | Aix-en-Provence, Francie | Francie       | 1–3   | prohra   |
| 2006 | Světová skupina, 1. kolo       | 22.–23. dubna     | Zaragoza, Španělsko      | Rakousko      | 5–0   | prohra   |
| 2006 | Světová skupina, semifinále    | 9.–10. července   | Valencie, Španělsko      | Itálie        | 1–3   | prohra   |
| 2007 | Světová skupina, 1. kolo       | 21.–22. dubna     | Moskva, Rusko            | Rusko         | 0–5   | prohra   |
| 2007 | Světová skupina, baráž         | 14.–15. července  | Palafrugell, Španělsko   | Česko         | 4–1   | výhra    |
| 2008 | Světová skupina, 1. kolo       | 2.–3. února       | Neapol, Itálie           | Itálie        | 3–2   | výhra    |
| 2008 | Světová skupina, semifinále    | 26.–27. dubna     | Peking, Čína             | Čína          | 4–1   | výhra    |
| 2008 | Světová skupina, finále        | 13.–14. září      | Madrid, Španělsko        | Rusko         | 0–4   | porážka  |
| 2009 | Světová skupina, 1. kolo       | 7.–8. února       | Brno, Česko              | Česko         | 1–4   | prohra   |
| 2009 | Světová skupina, baráž         | 25.–26. dubna     | Lleida, Španělsko        | Srbsko        | 0–4   | prohra   |

### 2010–2019
| Rok  | soutěž                      | datum         | místo                   | povrch      | soupeř    | skóre | výsledek |
| ---- | --------------------------- | ------------- | ----------------------- | ----------- | --------- | ----- | -------- |
| 2010 | Světová skupina II          | 6.–7. února   | Adelaide, Austrálie     | tvrdý       | Austrálie | 2–3   | prohra   |
| 2010 | Světová skupina II, baráž   | 24.–25. dubna | Sopoty, Polsko          | koberec (h) | Polsko    | 4–1   | výhra    |
| 2011 | Světová skupina II          | 5.–6. února   | Tallinn, Estonsko       | tvrdý (h)   | Estonsko  | 4–1   | výhra    |
| 2011 | Světová skupina, baráž      | 16.–17. dubna | Lleida, Španělsko       | antuka      | Francie   | 4–1   | výhra    |
| 2012 | Světová skupina, 1. kolo    | 4.–5. února   | Moskva, Rusko           | tvrdý (h)   | Rusko     | 2–3   | prohra   |
| 2012 | Světová skupina, baráž      | 21.–22. dubna | Marbella, Španělsko     | antuka      | Slovensko | 2–3   | prohra   |
| 2013 | Světová skupina II          | 9.–10. února  | Alicante, Španělsko     | antuka      | Ukrajina  | 3–1   | výhra    |
| 2013 | Světová skupina, baráž      | 20.–21. dubna | Barcelona, Španělsko    | antuka      | Japonsko  | 4–0   | výhra    |
| 2014 | Světová skupina, 1. kolo    | 8.–9. února   | Sevilla, Španělsko      | antuka      | Česko     | 2–3   | prohra   |
| 2014 | baráž Světové skupiny       | 19.–20. dubna | Barcelona, Španělsko    | antuka      | Polsko    | 2–3   | prohra   |
| 2015 | Světová skupina II, 1. kolo | 7.–8. února   | Galați, Rumunsko        | tvrdý (h)   | Rumunsko  | 2–3   | prohra   |
| 2015 | baráž Světové skupiny II    | 18.–19. dubna | Buenos Aires, Argentina | antuka      | Argentina | 4–0   | výhra    |
| 2016 | Světová skupina II, 1. kolo | 6.–7. února   | Kraljevo, Srbsko        | tvrdý (h)   | Srbsko    | 4–0   | výhra    |
| 2016 | baráž Světové skupiny       | 16.–17. dubna | Lleida, Španělsko       | antuka      | Itálie    | 4–0   | výhra    |
| 2017 | Světová skupina, 1. kolo    | 11.–12. února | Ostrava, Česko          | tvrdý (h)   | Česko     | 2–3   | prohra   |
| 2017 | baráž Světové skupiny       | 22.–23. dubna | Roanne, Francie         | antuka (h)  | Francie   | 0–4   | prohra   |
| 2018 | Světová skupina II, 1. kolo | 10.–11. února | Chieti, Itálie          | antuka (h)  | Itálie    | 2–3   | prohra   |
| 2018 | baráž Světové skupiny II    | 21.–22. dubna | Cartagena, Španělsko    | antuka      | Paraguay  | 3–1   | výhra    |
| 2019 | Světová skupina II, 1. kolo | 9.–10. února  | Kitakjúšú, Japonsko     | tvrdý (h)   | Japonsko  | 3–2   | výhra    |
| 2019 | baráž Světové skupiny       | 20.–21. dubna | Kortrijk, Belgie        | tvrdý (h)   | Belgie    | 3–2   | výhra    |

### 2020–2029
| Rok  | soutěž                            | datum             | místo                        | povrch     | soupeř         | skóre | výsledek |
| ---- | --------------------------------- | ----------------- | ---------------------------- | ---------- | -------------- | ----- | -------- |
| 2021 | Kvalifikační kolo                 | 7.–8. února 2020  | Murcia, Španělsko            | antuka     | Japonsko       | 3–1   | výhra    |
| 2021 | Finálový turnaj, základní skupina | 1. listopadu 2021 | Praha, Česko                 | tvrdý (h)  | Slovensko      | 2–1   | výhra    |
| 2021 | Finálový turnaj, základní skupina | 3. listopadu 2021 | Praha, Česko                 | tvrdý (h)  | Spojené státy  | 1–2   | prohra   |
| 2022 | Kvalifikační kolo                 | 15.–16. dubna     | 's-Hertogenbosch, Nizozemsko | antuka (h) | Nizozemsko     | 4–0   | výhra    |
| 2022 | Finálový turnaj, základní skupina | 9. listopadu      | Glasgow, Spojené království  | tvrdý (h)  | Kazachstán     | 3–0   | výhra    |
| 2022 | Finálový turnaj, základní skupina | 10. listopadu     | Glasgow, Spojené království  | tvrdý (h)  | Velká Británie | 0–3   | prohra   |
| 2023 | Kvalifikační kolo                 | 14.–15. dubna     | Marbella, Španělsko          | antuka     | Mexiko         | 3–1   | výhra    |
| 2023 | Finálový turnaj, základní skupina | 8. listopadu      | Sevilla, Španělsko           | tvrdý (h)  | Kanada         | 0–3   | prohra   |
| 2023 | Finálový turnaj, základní skupina | 10. listopadu     | Sevilla, Španělsko           | tvrdý (h)  | Polsko         | 2–1   | výhra    |
| 2024 | Finálový turnaj, osmifinále       | 15. listopadu     | Malaga, Španělsko            | tvrdý (h)  | Polsko         | 0–2   | prohra   |
| 2025 | Kvalifikační kolo                 | 11. dubna         | Ostrava, Česko               | tvrdý (h)  | Brazílie       | 3–0   | výhra    |
| 2025 | Kvalifikační kolo                 | 12. dubna         | Ostrava, Česko               | tvrdý (h)  | Česko          | 2–1   | výhra    |
| 2025 | Finálový turnaj, čtvrtfinále      | 17. září 2025     | Šen-čen, Čína                | tvrdý (h)  | Ukrajina       |       |          |

## Přehled finále: 11 (5–6)
| Výsledek  | Č. | Datum a místo konání                                                                                      | Španělky                                                                                              | Soupeřky                                                                      | Skóre | Zdroj  |
| --------- | -- | --- | --- | ----------------------------------------------------------------------------- | ----- | ------ |
| Finalista | 1. | Pohár federace 1989 1. října 1989 Tokio, Japonsko tvrdý, Ariake Forest Park Centre                        | Conchita Martínezová Arantxa Sánchez Vicariová                                                        | Spojené státy                                                                 | 0–3   | [ 6 ]  |
| Finalista | 1. | Pohár federace 1989 1. října 1989 Tokio, Japonsko tvrdý, Ariake Forest Park Centre                        | Conchita Martínezová Arantxa Sánchez Vicariová                                                        | Martina Navrátilová Pam Shriverová Chris Evertová Zina Garrisonová            | 0–3   | [ 6 ]  |
| Vítěz     | 1. | Pohár federace 1991 28. července 1991 Nottingham, Spojené království tvrdý, City of Nottingham T.C.       | Conchita Martínezová Arantxa Sánchez Vicariová                                                        | Spojené státy                                                                 | 2–1   | [ 7 ]  |
| Vítěz     | 1. | Pohár federace 1991 28. července 1991 Nottingham, Spojené království tvrdý, City of Nottingham T.C.       | Conchita Martínezová Arantxa Sánchez Vicariová                                                        | Mary Joe Fernandezová Gigi Fernándezová                                       | 2–1   | [ 7 ]  |
| Finalista | 2. | Pohár federace 1992 19. července 1992 Frankfurt nad Mohanem, Německo antuka, Waldstadion T.C.             | Conchita Martínezová Arantxa Sánchezová Vicariová                                                     | Německo                                                                       | 1–2   | [ 8 ]  |
| Finalista | 2. | Pohár federace 1992 19. července 1992 Frankfurt nad Mohanem, Německo antuka, Waldstadion T.C.             | Conchita Martínezová Arantxa Sánchezová Vicariová                                                     | Steffi Grafová Anke Huberová Barbara Rittnerová                               | 1–2   | [ 8 ]  |
| Vítěz     | 2. | Pohár federace 1993 25. července 1993 Frankfurt nad Mohanem, Německo antuka, Waldstadion T.C.             | Conchita Martínezová Arantxa Sánchez Vicariová Virginia Ruano Pascualová Cristina Torrens Valerová    | Austrálie                                                                     | 3–0   | [ 9 ]  |
| Vítěz     | 2. | Pohár federace 1993 25. července 1993 Frankfurt nad Mohanem, Německo antuka, Waldstadion T.C.             | Conchita Martínezová Arantxa Sánchez Vicariová Virginia Ruano Pascualová Cristina Torrens Valerová    | Nicole Provisová Michelle Jaggard-Laiová Elizabeth Smylieová Rennae Stubbsová | 3–0   | [ 9 ]  |
| Vítěz     | 3. | Pohár federace 1994 24. července 1994 Frankfurt nad Mohanem, Německo antuka, Waldstadion T.C.             | Conchita Martínezová Arantxa Sánchez Vicariová                                                        | Spojené státy                                                                 | 3–0   | [ 10 ] |
| Vítěz     | 3. | Pohár federace 1994 24. července 1994 Frankfurt nad Mohanem, Německo antuka, Waldstadion T.C.             | Conchita Martínezová Arantxa Sánchez Vicariová                                                        | Lindsay Davenportová Mary Joe Fernandezová Gigi Fernándezová                  | 3–0   | [ 10 ] |
| Vítěz     | 4. | Fed Cup 1995 25.–26. listopadu 1995 Valencie, Španělsko antuka, Valencia T.C.                             | Conchita Martínezová Virginia Ruano Pascualová Arantxa Sánchez Vicariová María Sánchez Lorenzová      | Spojené státy                                                                 | 3–2   | [ 11 ] |
| Vítěz     | 4. | Fed Cup 1995 25.–26. listopadu 1995 Valencie, Španělsko antuka, Valencia T.C.                             | Conchita Martínezová Virginia Ruano Pascualová Arantxa Sánchez Vicariová María Sánchez Lorenzová      | Chanda Rubinová Lindsay Davenportová Mary Joe Fernandezová Gigi Fernándezová  | 3–2   | [ 11 ] |
| Finalista | 3. | Fed Cup 1996 28.–29. září 1996 Atlantic City, Spojené státy koberec (h), Convention Centre                | Conchita Martínezová Virginia Ruano Pascualová Arantxa Sánchez Vicariová Gala León Garcíaová          | Spojené státy                                                                 | 0–5   | [ 12 ] |
| Finalista | 3. | Fed Cup 1996 28.–29. září 1996 Atlantic City, Spojené státy koberec (h), Convention Centre                | Conchita Martínezová Virginia Ruano Pascualová Arantxa Sánchez Vicariová Gala León Garcíaová          | Lindsay Davenportová Mary Joe Fernandezová Monika Selešová Linda Wildová      | 0–5   | [ 12 ] |
| Vítěz     | 5. | Fed Cup 1998 19.–20. září 1998 Ženeva, Švýcarsko tvrdý (hala), Palexpo                                    | Conchita Martínezová Arantxa Sánchez Vicariová Magüi Sernaová Virginia Ruano Pascualová               | Švýcarsko                                                                     | 3–2   | [ 13 ] |
| Vítěz     | 5. | Fed Cup 1998 19.–20. září 1998 Ženeva, Švýcarsko tvrdý (hala), Palexpo                                    | Conchita Martínezová Arantxa Sánchez Vicariová Magüi Sernaová Virginia Ruano Pascualová               | Martina Hingisová Patty Schnyderová                                           | 3–2   | [ 13 ] |
| Finalista | 4. | Fed Cup 2000 24.–25. listopadu 2000 Las Vegas, Spojené státy koberec (h), Mandalay Bay Resort             | Conchita Martínezová Virginia Ruano Pascualová Arantxa Sánchez Vicariová Magüi Sernaová               | Spojené státy                                                                 | 0–5   | [ 14 ] |
| Finalista | 4. | Fed Cup 2000 24.–25. listopadu 2000 Las Vegas, Spojené státy koberec (h), Mandalay Bay Resort             | Conchita Martínezová Virginia Ruano Pascualová Arantxa Sánchez Vicariová Magüi Sernaová               | Lindsay Davenportová Monika Selešová Jennifer Capriatiová Lisa Raymondová     | 0–5   | [ 14 ] |
| Finalista | 5. | Fed Cup 2002 2.–3. listopadu 2002 Gran Canaria, Španělsko tvrdý (hala) Palacio de Congresos de Maspalomas | Conchita Martínezová Arantxa Sánchez Vicariová Magüi Sernaová Virginia Ruano Pascualová               | Slovensko                                                                     | 1–3   | [ 15 ] |
| Finalista | 5. | Fed Cup 2002 2.–3. listopadu 2002 Gran Canaria, Španělsko tvrdý (hala) Palacio de Congresos de Maspalomas | Conchita Martínezová Arantxa Sánchez Vicariová Magüi Sernaová Virginia Ruano Pascualová               | Daniela Hantuchová Janette Husárová Henrieta Nagyová Martina Suchá            | 1–3   | [ 15 ] |
| Finalista | 6. | Fed Cup 2008 13.–14. září 2008 Madrid, Španělsko antuka, Club de Campo                                    | Anabel Medina Garriguesová Carla Suárez Navarrová Nuria Llagostera Vivesová Virginia Ruano Pascualová | Rusko                                                                         | 0–4   | [ 16 ] |
| Finalista | 6. | Fed Cup 2008 13.–14. září 2008 Madrid, Španělsko antuka, Club de Campo                                    | Anabel Medina Garriguesová Carla Suárez Navarrová Nuria Llagostera Vivesová Virginia Ruano Pascualová | Světlana Kuzněcovová Jekatěrina Makarovová Jelena Vesninová Věra Zvonarevová  | 0–4   | [ 16 ] |

## Složení týmu
| Rok  | Členky týmu                    | Členky týmu                    | Členky týmu                | Členky týmu                    |
| ---- | ------------------------------ | ------------------------------ | -------------------------- | ------------------------------ |
| 1990 | Pilar Pérezová                 | Conchita Martínezová           | Arantxa Sánchez Vicariová  | —                              |
| 1991 | Conchita Martínezová           | Arantxa Sánchez Vicariová      | Pilar Pérezová             | —                              |
| 1992 | Conchita Martínezová           | Arantxa Sánchez Vicariová      | —                          | —                              |
| 1993 | Conchita Martínezová           | Arantxa Sánchez Vicariová      | —                          | —                              |
| 1994 | Conchita Martínezová           | Arantxa Sánchez Vicariová      | Ángeles Montoliová         | Virginia Ruano Pascualová      |
| 1995 | Conchita Martínezová           | Arantxa Sánchez Vicariová      | Virginia Ruano Pascualová  | María Sánchez Lorenzová        |
| 1995 | Neus Ávilová                   | —                              | —                          | —                              |
| 1996 | Conchita Martínezová           | Arantxa Sánchez Vicariová      | Virginia Ruano Pascualová  | María Sánchez Lorenzová        |
| 1996 | Gala León Garcíaová            | —                              | —                          | —                              |
| 1997 | Virginia Ruano Pascualová      | Arantxa Sánchez Vicariová      | María Sánchez Lorenzová    | Gala León Garcíaová            |
| 1997 | Cristina Torrens Valerová      | Magüi Sernaová                 | —                          | —                              |
| 1998 | Conchita Martínezová           | Arantxa Sánchez Vicariová      | Magüi Sernaová             | Virginia Ruano Pascualová      |
| 1999 | Virginia Ruano Pascualová      | Gala León Garcíaová            | María Sánchez Lorenzová    | Magüi Sernaová                 |
| 2000 | Conchita Martínezová           | Arantxa Sánchez Vicariová      | Virginia Ruano Pascualová  | Magüi Sernaová                 |
| 2001 | Gala León Garcíaová            | Virginia Ruano Pascualová      | Conchita Martínezová       | Arantxa Sánchez Vicariová      |
| 2002 | Ángeles Montoliová             | Arantxa Sánchez Vicariová      | Virginia Ruano Pascualová  | Magüi Sernaová                 |
| 2002 | Marta Marrerová                | Conchita Martínezová           | —                          | —                              |
| 2003 | Conchita Martínezová           | Magüi Sernaová                 | Virginia Ruano Pascualová  | Anabel Medina Garriguesová     |
| 2003 | María Sánchez Lorenzová        | —                              | —                          | —                              |
| 2004 | Virginia Ruano Pascualová      | Marta Marrerová                | María Sánchez Lorenzová    | Conchita Martínezová           |
| 2004 | Anabel Medina Garriguesová     | Nuria Llagostera Vivesová      | —                          | —                              |
| 2005 | Anabel Medina Garriguesová     | Nuria Llagostera Vivesová      | María Sánchez Lorenzová    | Marta Marrerová                |
| 2005 | Arantxa Parra Santonjaová      | —                              | —                          | —                              |
| 2006 | Anabel Medina Garriguesová     | Lourdes Domínguez Linová       | María Sánchez Lorenzová    | Virginia Ruano Pascualová      |
| 2007 | Anabel Medina Garriguesová     | Lourdes Domínguez Linová       | Laura Pous Tiová           | Nuria Llagostera Vivesová      |
| 2007 | Virginia Ruano Pascualová      | —                              | —                          | —                              |
| 2008 | Anabel Medina Garriguesová     | Lourdes Domínguez Linová       | Carla Suárez Navarrová     | Nuria Llagostera Vivesová      |
| 2008 | María José Martínez Sánchezová | Arantxa Parra Santonjaová      | Virginia Ruano Pascualová  | —                              |
| 2009 | Carla Suárez Navarrová         | Anabel Medina Garriguesová     | Nuria Llagostera Vivesová  | María José Martínez Sánchezová |
| 2009 | Lourdes Domínguez Linová       | —                              | —                          | —                              |
| 2010 | Anabel Medina Garriguesová     | María José Martínez Sánchezová | Carla Suárez Navarrová     | Nuria Llagostera Vivesová      |
| 2010 | Arantxa Parra Santonjaová      | —                              | —                          | —                              |
| 2011 | María José Martínez Sánchezová | Carla Suárez Navarrová         | Anabel Medina Garriguesová | Nuria Llagostera Vivesová      |
| 2011 | Lourdes Domínguez Linová       | —                              | —                          | —                              |
| 2012 | Carla Suárez Navarrová         | Arantxa Parra Santonjaová      | Nuria Llagostera Vivesová  | Sílvia Soler Espinosová        |
| 2012 | Lourdes Domínguez Linová       | Sílvia Soler Espinosová        | —                          | —                              |
| 2013 | Carla Suárez Navarrová         | Lourdes Domínguez Linová       | Sílvia Soler Espinosová    | María Teresa Torró Florová     |
| 2013 | Anabel Medina Garriguesová     | Nuria Llagostera Vivesová      | —                          | —                              |
| 2014 | Carla Suárez Navarrová         | María Teresa Torró Florová     | Sílvia Soler Espinosová    | Lara Arruabarrenová            |
| 2014 | Anabel Medina Garriguesová     | Estrella Cabeza Candelaová     | —                          | —                              |
| 2015 | Garbiñe Muguruzaová            | Sara Sorribes Tormová          | Sílvia Soler Espinosová    | Lara Arruabarrenová            |
| 2015 | Anabel Medina Garriguesová     | Aliona Bolsovová               | —                          | —                              |
| 2016 | Garbiñe Muguruzaová            | Carla Suárez Navarrová         | Lara Arruabarrenová        | Lourdes Domínguez Linová       |
| 2016 | Anabel Medina Garriguesová     | Sara Sorribes Tormová          | —                          | —                              |
| 2017 | Garbiñe Muguruzaová            | Sara Sorribes Tormová          | Lara Arruabarrenová        | María José Martínez Sánchezová |
| 2017 | Sílvia Soler Espinosová        | Olga Sáez Larraová             | —                          | —                              |
| 2018 | Garbiñe Muguruzaová            | Carla Suárez Navarrová         | Lara Arruabarrenová        | Georgina García Pérezová       |
| 2018 | María José Martínez Sánchezová | —                              | —                          | —                              |
| 2019 | Garbiñe Muguruzaová            | Carla Suárez Navarrová         | Sara Sorribes Tormová      | Georgina García Pérezová       |
| 2019 | Sílvia Soler Espinosová        | María José Martínez Sánchezová | Aliona Bolsovová           | —                              |
| 2021 | Sara Sorribes Tormová          | Nuria Párrizas Díazová         | Aliona Bolsovová           | Carla Suárez Navarrová         |
| 2021 | Rebeka Masárová                | Lara Arruabarrenová            | Georgina García Pérezová   | —                              |
| 2022 | Sara Sorribes Tormová          | Nuria Párrizas Díazová         | Rebeka Masárová            | Aliona Bolsovová               |
| 2022 | Paula Badosová                 | Cristina Bucșová               | —                          | —                              |
| 2023 | Nuria Párrizasová Díazová      | Rebeka Masárová                | Sara Sorribesová Tormová   | Marina Bassols Riberová        |
| 2023 | Aliona Bolsovová               | Paula Badosová                 | Cristina Bucșová           | —                              |
| 2024 | Paula Badosová                 | Jéssica Bouzas Maneirová       | Nuria Párrizasová Díazová  | Sara Sorribesová Tormová       |
| 2024 | Marina Bassols Riberová        | —                              | —                          | —                              |

## Kapitáni
- 1979–1980: María Carmen Hernándezová Coronadová
- 1983–1992: Pancho Alvariño
- 1993–2011: Miguel Margets
- 2012: Arantxa Sánchezová Vicariová
- 2013–2016: Conchita Martínezová
- 2017–2024: Anabel Medinaová Garriguesová[17]
- od 2025: Carla Suárezová Navarrová[17]